# New Sharon (Iowa)
New Sharon es una ciudad ubicada en el condado de Mahaska en el estado estadounidense de Iowa. En el Censo de 2010 tenía una población de 1293 habitantes y una densidad poblacional de 532,8 personas por km².

## Geografía
New Sharon se encuentra ubicada en las coordenadas 41°28′12″N 92°39′3″O / 41.47000, -92.65083. Según la Oficina del Censo de los Estados Unidos, New Sharon tiene una superficie total de 2.43 km², de la cual 2.43 km² corresponden a tierra firme y (0%) 0 km² es agua.

## Demografía
Según el censo de 2010, había 1293 personas residiendo en New Sharon. La densidad de población era de 532,8 hab./km². De los 1293 habitantes, New Sharon estaba compuesto por el 99.15% blancos, el 0% eran afroamericanos, el 0.39% eran amerindios, el 0% eran asiáticos, el 0% eran isleños del Pacífico, el 0% eran de otras razas y el 0.46% pertenecían a dos o más razas. Del total de la población el 0.31% eran hispanos o latinos de cualquier raza.